# Demòdoc (Odissea)
Demòdoc, en llatí Demodocus, en grec antic Δημόδoκος), era un personatge de l'Odissea, un aede que visitava sovint la cort d'Alcínou, rei dels feacis a l'illa d'Esqueria. Durant l'estada d'Odisseu a l'illa, Demòdoc va interpretar diversos cants.
En una primera interpretació va explicar els desacords entre Odisseu i Aquil·les davant de Troia. Tothom admirà el cant excepte Odisseu, que es va posar a plorar en silenci, pel dolor que li provocava aquell record. Cada vegada que l'aede feia una pausa, Odisseu oferia una libació als déus, fins que al no poder amagar les llàgrimes va posar-se les estovalles damunt del cap. Només Alcínou ho va veure, i va suspendre la recitació per fer sortir a tothom a celebrar uns jocs atlètics. Quan van acabar, Demòdoc va recitar els amors entre Ares i Afrodita, i la venjança d'Hefest. Al finalitzar, Odisseu li va demanar que cantés una tercera història, i Demòdoc va explicar la construcció del cavall de Troia i el saqueig de la ciutat. Odisseu va tornar a plorar, fins que Alcínou li va preguntar qui era realment. Una tradició que transmet Pausànias diu que les Muses, que l'estimaven, el van fer tornar cec, però en canvi li van donar el do de commoure els cors de les persones amb el seu cant.
Pausànias també parta d'un altre Demòdoc, també aede, cosa que ha fet que es confonguessin, que Agamèmnon va deixar a la seva esposa Clitemnestra quan va marxar a la guerra de Troia amb l'encàrrec de que la vigilés i li donés bons consells. Però no va aconseguir protegir-la de la seducció d'Egist.